# 巴布亚新几内亚军事
巴布亚新几内亚国防军（英语:Papua New Guinea Defence Force，简称:PNGDF）是负责保卫巴布亚新几内亚的军事组织。它起源于驻扎在独立前巴布亚新几内亚领地的澳大利亚国防军的分支，成立于1973年3月，其前身是太平洋岛屿团。巴布亚新几内亚国防军是一支规模不大的部队，约有600人，由陆军、空军和海军组成。这是一支联合部队，其任务是保卫巴布亚新几内亚及其领土免受外部攻击，并具有次要职能，包括国家建设和国内安全任务。